# 史都華·安德森

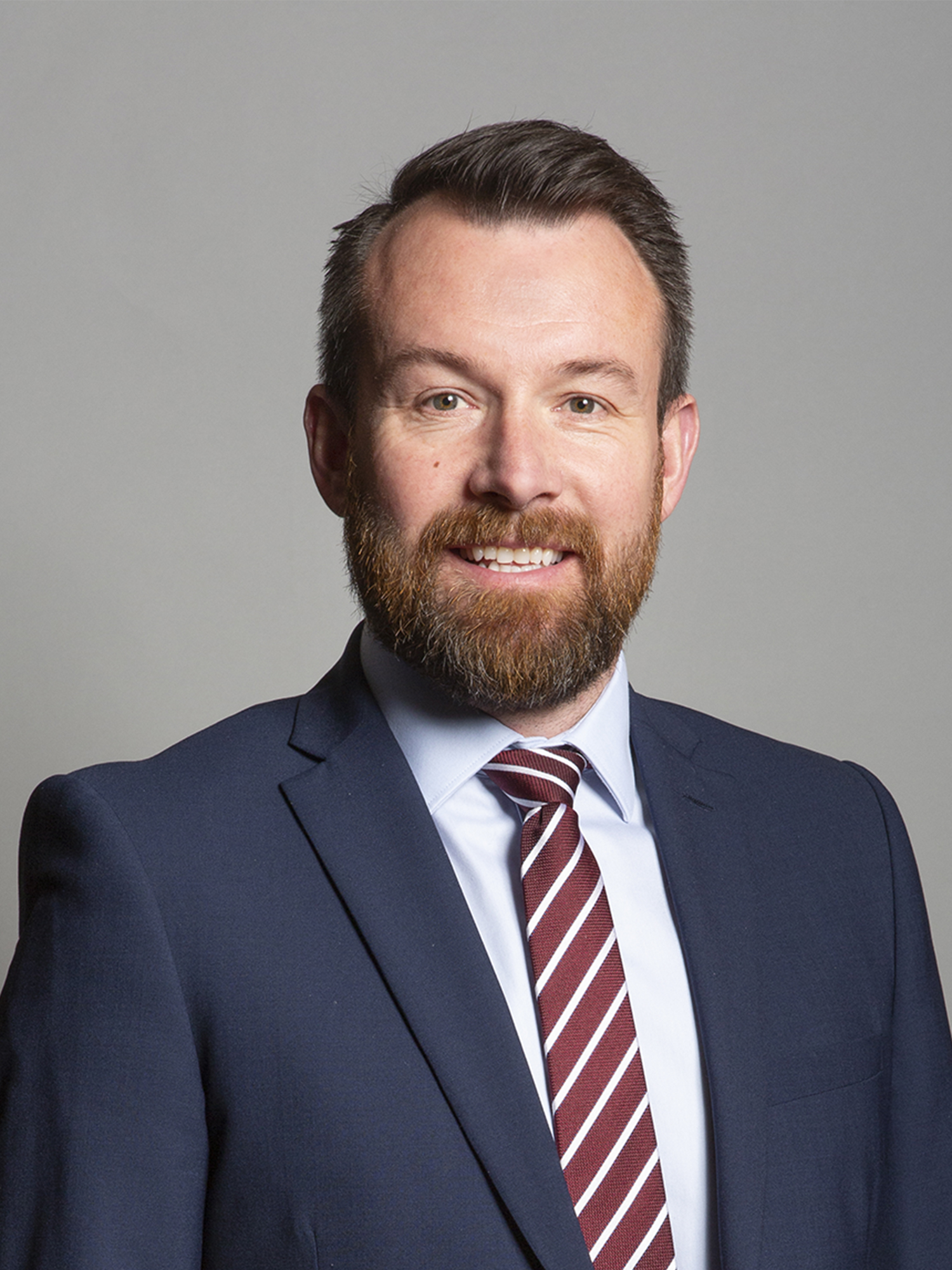

史都華·安德森（英語：Stuart Paul Anderson；1976年7月17日—）是英國的一位政治家，所屬政黨是保守黨。他在2019年英國大選中當選西南伍爾弗漢普頓的議員。